# 서곡 (곡물)
서곡(黍穀)은 수수, 기장, 조, 피 등의 알이 작은 잡곡이다.

## 종
기장족(기장아과)에는 다음을 포함한다.
- 기장속
  - 기장 (식물)
- 진주조
- 조 (식물)
- 바랭이속
  - 라이샨
- 피속
  - 피 (식물)
- 나도솔새족
  - 수수
  - 염주 (식물)

## 갤러리

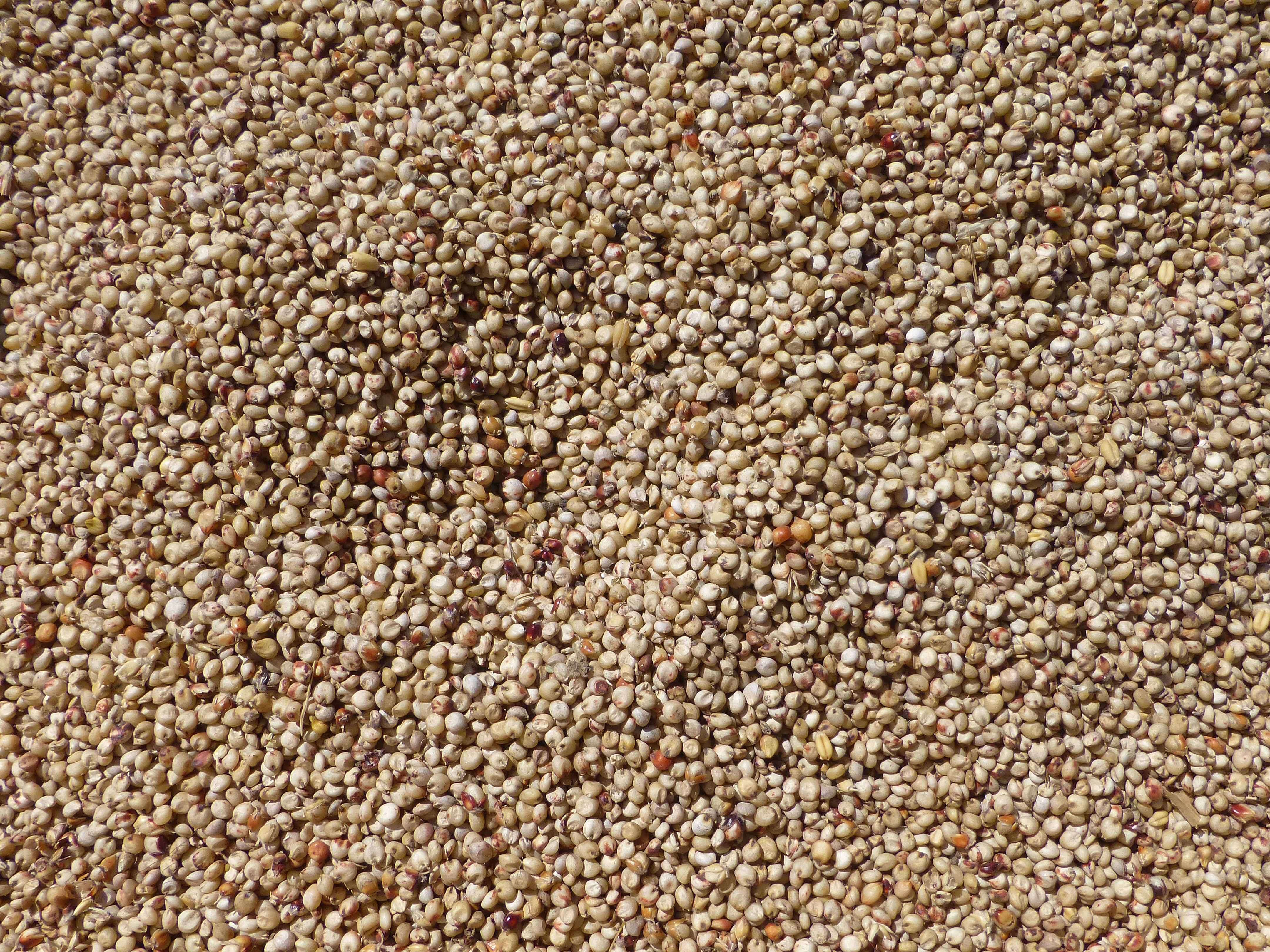
수수
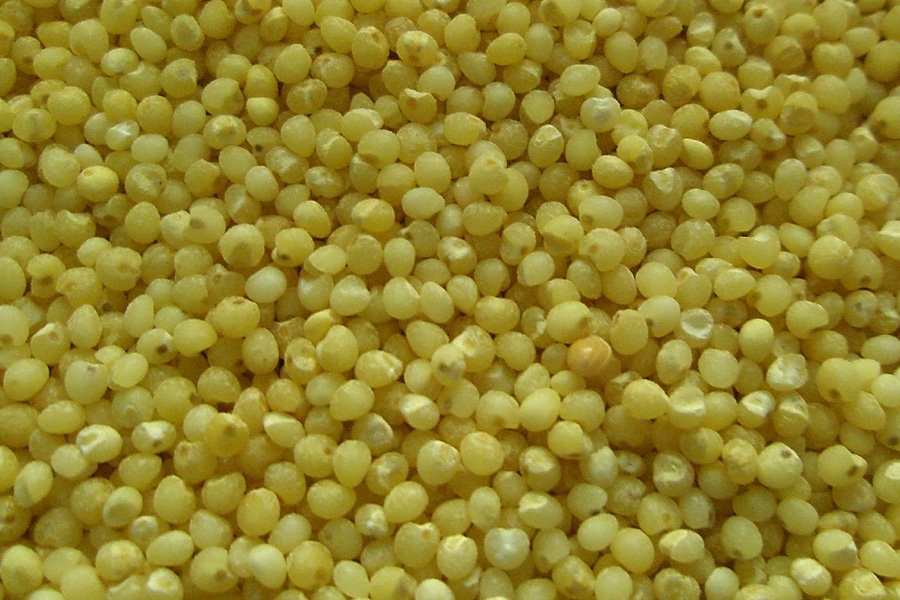
기장
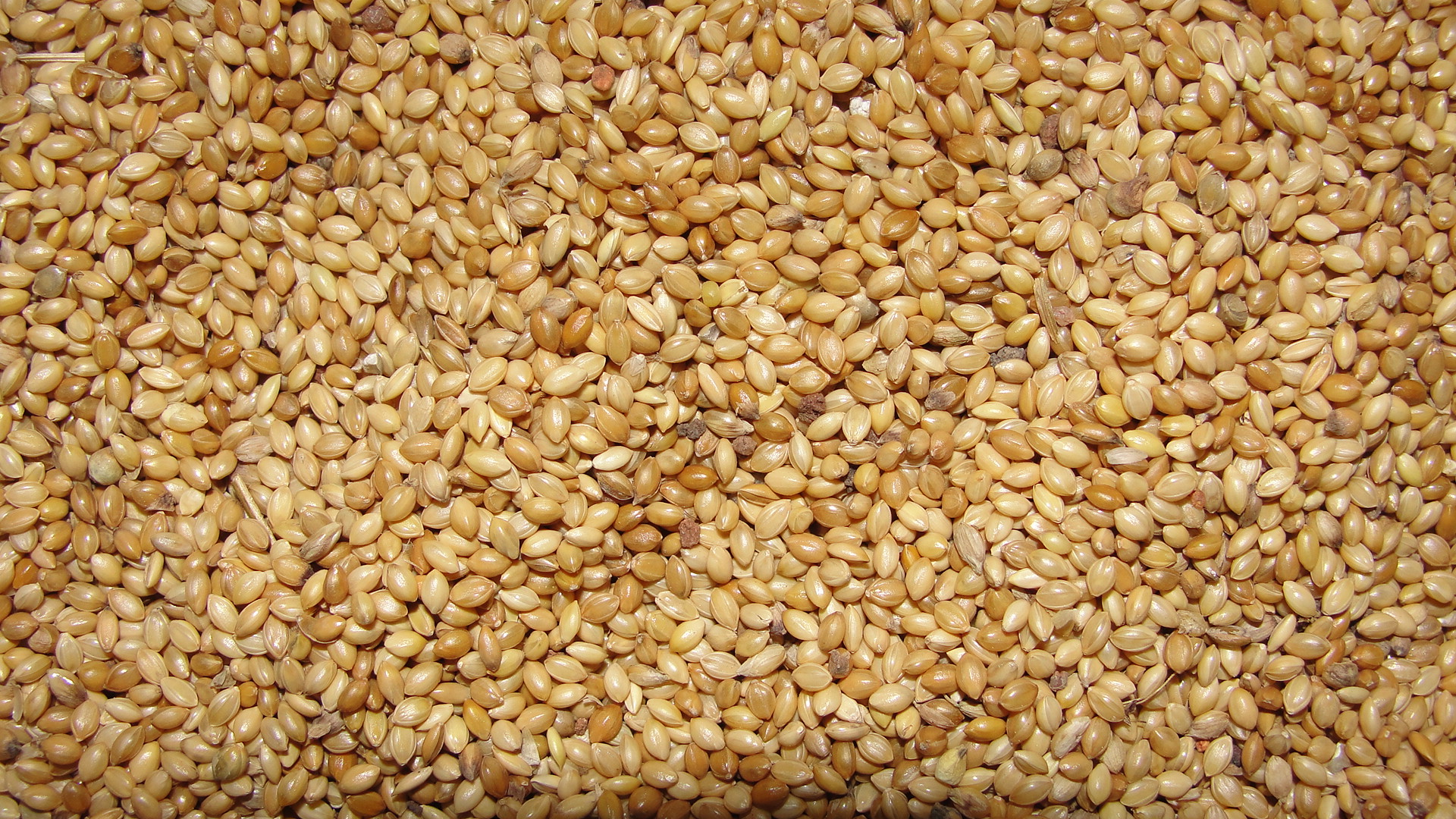
조
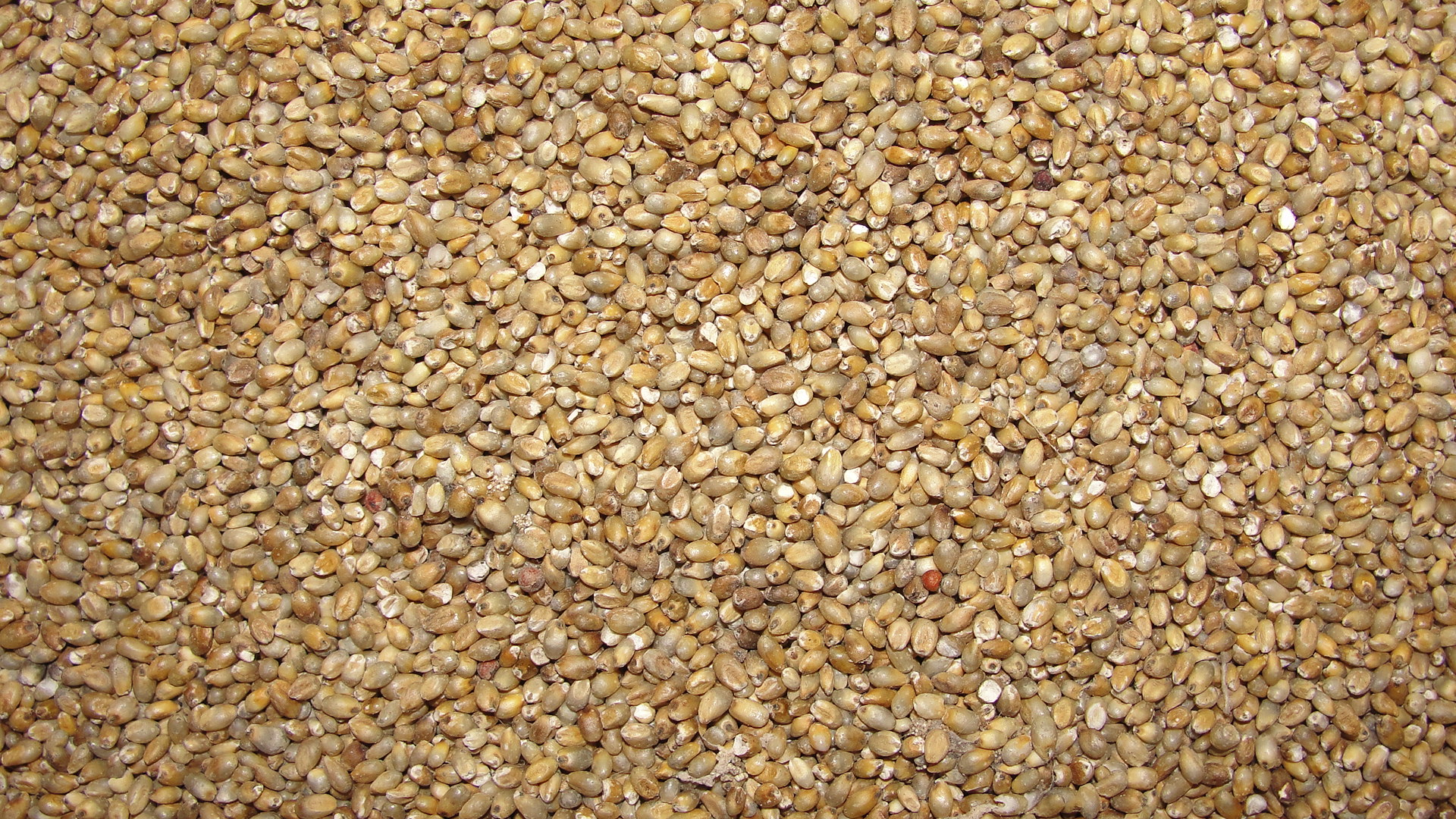
진주조

## 같이 보기
- 맥곡
- 오곡
- 잡곡